# Степан Стареправо
Степан Гавриїл Стареправо (порт. Estefano Gabriel Starepravo; 26 травня 1964, Венсеслау-Брас, Парана, Бразилія — 9 травня 2021, Рим, Італія) — священник Української греко-католицької церкви, василіянин, член провінції Святого Йосифа ЧСВВ в Бразилії, віце-ректор (1996–2009), а згодом ректор (2009–2015) Української папської колегії святого Йосафата, генеральний радник Василіянського Чину Святого Йосафата (2012–09.05.2021), Протосинкел (Генеральний Вікарій) Апостольського Екзархату для українців-католиків візантійського обряду в Італії (2020–09.05.2021).

## Життєпис
Народився 26 травня 1964 року в м. Венсеслау-Брас, Бразилія у сім'ї Андрія Стареправо та його дружини Елени з дому Брикайло. Був другою дитиною із 14-ти дітей. У 1971–1974 роках навчався в рідному місті в школі, яку провадили сестри служебниці. У 1975 році сім'я переїхала на проживання у місцевість Колонія Марселіно — Сао Жозе дос Піньяйс, Парана, де він продовжив навчання у школі, також під проводом сестер служебниць НДМ. Упродовж 1976–1979 років навчався у малій семінарії св. Йосифа у місті Прудентополіс, під проводом отців василіян.
28 лютого 1985 року вступив до Василіянського Чину на новіціят у місті Іваї. У 1982–1984 і 1986–1989 роках навчався у василіянському домі студій у Бетелі, а в 1990–1993 роках вивчав богослов'я у «Студіум Теоложікум» отців кларетіян у м. Куритиба. 17 березня 1991 року склав вічні обіти у Василіянському Чині. 22 травня 1994 року з рук владики Єфрема Кривого отримав священничі свячення. 1994–1996 роки — парафіяльний сотрудник у парафії Різдва Божої Матері в Куритибі. Крім душпастирської праці, проводу реколекцій, викладання у василіянському студійному домі, продовжував навчання в ділянці педагогіки у «Студіум Теоложікум» отців кларетіян.
У 1996 році його було покликано до Рима для служіння на посаді віце-ректора Папської української колегії святого Йосафата, на якій перебував до 2009 року. Обов'язки віце-ректора поєднував зі студіями в Папському салезіянському університеті. У 2009–2015 роках — ректор Папської української колегії святого Йосафата.
У 2012 році на Генеральній капітулі Василіянського Чину Святого Йосафата о. Степана було обрано одним із 4-ох Головних Радників до Головної Управи Чину. Від грудня 2015 року — прокуратор (юридичний представник) Василіянського Чину Св. Йосафата.
24 жовтня 2020 року Папа Римський Франциск призначив Апостольским Екзархом для українців-католиків візантійського обряду в Італії преосвященного владику Діонісія (Ляховича), який номінував о. Степана Стареправо Протосинкелом (Генеральним Вікарієм) Апостольского Екзархату. Також о. Степан був душпастирем української громади в м. Рієті (Італія), духовним провідником римської спільноти Згромадження Сестер Катехиток Святої Анни і капеланом сестер монастиря Генеральної курії Згромадження Сестер Служебниць Непорочної Діви Марії.
Помер 9 травня 2021 року в лікарні св. Івана в Римі від ускладнень, пов'язаних із Covid-19. Похований у крипті отців-василіян на римському кладовищі Кампо Верано.